# Le Jura libre
Le Jura libre («Der freie Jura», vollständiger Name Le Jura libre – Optique jurassienne) ist eine französischsprachige Wochenzeitung in der Schweiz. Sie ist das Presseorgan der separatistischen Bewegung Mouvement autonomiste jurassien (früher Rassemblement jurassien), eines der Hauptakteure in der Jurafrage. Herausgeberin ist die Genossenschaft Société coopérative du Jura libre in Moutier. Das Hauptverbreitungsgebiet sind der Kanton Jura und der Berner Jura.
Nachdem Roland Béguelin, Roger Schaffter und Roger Chatelain am 6. Februar 1948 im Hôtel de la Gare in Moutier eine genossenschaftlich organisierte Verlagsgesellschaft gegründet hatten, erschien die erste Ausgabe eine Woche später am 13. Februar. Den Druck übernahm die Boéchat SA in Delémont. Diese wurde 1952 von Béguelin, dem einflussreichen Generalsekretär der Separatistenbewegung, erworben und in Imprimerie jurassienne SA umbenannt. Béguelin übernahm 1950 von Schaffter den Posten des Chefredaktors und blieb bis 1990 in dieser Funktion tätig. Auf ihn folgte Pierre-André Comte, der noch heute (2025) zuständig ist.
Die Zeitung erschien zunächst alle zwei Wochen, seit dem 19. Mai 1952 erscheint sie wöchentlich. Im September 1981 fusionierte Le Jura libre mit der ebenfalls in Moutier erscheinenden Zeitung L’Optique jurassienne (ehemals Feuille d’avis de Moutier). Ab dem folgenden Jahr erschien die Zeitung unter dem Namen Le Jura libre – Optique jurassienne.